# Football Club Spartak Trnava
El Spartak Trnava es un club de fútbol de Eslovaquia de la ciudad de Trnava. Fue fundado en 1923 y juega en la Niké liga.

## Historia
El club fue fundado -originalmente como TSS Trnava- el 30 de mayo de 1923, de la fusión de dos equipos locales: el Šk Čechie y ČšŠk. Con la llegada del régimen comunista, el club fue afiliado a la industria metalúrgica, cambiando su nombre por TJ Kovosmalt. En 1952 adoptó el actual.
El club vivió su mejor época a finales de los años 1960 y principios de los años 1970. La temporada 1966/67, bajo la dirección del legendario Anton Malatinský, el club conquistó su primer título oficial, la Copa de Checoslovaquia, y su primer torneo internacional, la Copa Mitropa, donde eliminó a rivales de entidad como el Budapest Honvéd FC, la SS Lazio, la AC Fiorentina o el Újpesti TE, en la final.
La siguiente temporada logró su primer título de liga y en su debut en la Copa de Europa alcanzó las semifinales, donde cayó ante el Ajax Ámsterdam. La siguiente temporada, con Ján Hucko en el banco, ganó nuevamente la liga. En 1971, bajo la dirección de Valér Švec, logró el doblete, liga y copa. El regreso de Malatinský supuso dos título ligueros más, de forma consecutiva, en 1972 y 1973. Ese año, además, el equipo alcanzó los cuartos de final de la Copa de Europa y nuevamente la siguiente temporada.
En 1975 ganó de nuevo la Copa, poniendo fin a un ciclo glorioso, con nueve títulos en ocho años. Entre los futbolistas más destacados de este equipo se encontraban Jozef Adamec, Karol Dobiaš y Ladislav Kuna.
Luego vendrían años de sequía, sólo salvados con una copa en 1986, lo que le permitió regresar a las competiciones europeas, once años después, aunque fue eliminado de la Recopa en primera ronda por el VfB Stuttgart.
El club no volvió a reecontrarse con la victoria hasta mediados de los años 1990, tras la independencia de Eslovaquia. La temporada 1995/96 fue subcampeón de la Copa y finalizó la liga en tercera posición, accediendo a la Copa Intertoto de la UEFA. La siguiente campaña el equipo acarició el título de liga pero, tras ir liderando la clasificación, finalmente fue superado por un punto por el 1.FC Kosice, al perder en la última jornada ante el FC Rimavska Sobota, con un gol en el último minuto. La siguiente temporada, con Dušan Galis en el banquillo, el Spartak fue subcampeón de liga y logró su primera Copa de Eslovaquia.
Tras varias temporadas alejado de la lucha por los títulos, la temporada 2005/06 el Spartak se quedó nuevamente a las puertas del éxito, a pesar de un buen inicio de temporada, liderando la liga y alcanzando la final de Copa. Tras perder esta, en la tanda de penales, ante el MFK Ružomberok, los bílí andeli empezaron a desinflarse en la competición liguera, permitiendo al Ružomberok hacerse con el doblete. Tras disputar la promoción de permanencia la temporada 2006/07, la 2007/08 logró clasificarse para la Copa de la UEFA al terminar la liga en cuarta posición.

## Nombres históricos
- ŠK Rapid Trnava (1923–39)
- TSS Trnava (1939–48)
- Sokol NV Trnava (1948–49)
- ZTJ Kovosmalt Trnava (1949–53)
- Spartak Trnava (1953–67)
- Spartak TAZ Trnava (1967–88)
- Spartak ZTS Trnava (1988–93)
- FC Spartak Trnava (1993–)

## Rivalidad
Su principal rival es el Slovan Bratislava, rivalidad de gran tradición y son los equipos considerados más prestigiosos de Eslovaquia.

## Jugadores

### Números retirados
- 9 -  Ladislav Kuna - Homenaje póstumo.
- 10 -  Jozef Adamec - Homenaje póstumo.

## Entrenadores
| Nombre            | País            | Periodo |
| ----------------- | --------------- | ------- |
| Ladislav Jurkemik | Eslovaquia      | 1993–94 |
| Justín Javorek    | Eslovaquia      | 1994    |
| Karol Pecze       | Eslovaquia      | 1994–97 |
| Dušan Galis       | Eslovaquia      | 1997–99 |
| Peter Zelenský    | Eslovaquia      | 1999    |
| Anton Jánoš       | Eslovaquia      | 1999–00 |
| Peter Zelenský    | Eslovaquia      | 2000–01 |
| Stanislav Jarábek | Eslovaquia      | 2001    |
| Ladislav Molnár   | Eslovaquia      | 2001    |
| Rastislav Vincúr  | Eslovaquia      | 2001    |
| Jozef Adamec      | Eslovaquia      | 2002–03 |
| Miroslav Svoboda  | Eslovaquia      | 2003    |
| Stanislav Jarábek | Eslovaquia      | 2003–04 |
| Vladimír Ekhardt  | Eslovaquia      | 2004    |
| Jozef Vukušič     | Eslovaquia      | 2004    |
| Milan Lešický     | Eslovaquia      | 2004–05 |
| Jozef Adamec      | Eslovaquia      | 2005–06 |
| Jozef Bubenko     | Eslovaquia      | 2006    |
| Jozef Adamec      | Eslovaquia      | 2006    |
| Jozef Šuran       | Eslovaquia      | 2007    |
| Ivan Hucko        | Eslovaquia      | 2007    |
| Josef Mazura      | República Checa | 2007–08 |

| Jozef Adamec        | Eslovaquia      | 2008    |
| Vladimir Vermezović | Serbia          | 2008    |
| Karol Pecze         | Eslovaquia      | 2008–09 |
| Peter Zelenský      | Eslovaquia      | 2009    |
| Ľubomír Nosický     | Eslovaquia      | 2009    |
| Milan Malatinský    | Eslovaquia      | 2010    |
| Peter Zelenský      | Eslovaquia      | 2010    |
| Dušan Radolský      | Eslovaquia      | 2010–11 |
| Peter Zelenský      | Eslovaquia      | 2011    |
| Pavel Hoftych       | República Checa | 2011–12 |
| Peter Zelenský      | Eslovaquia      | 2012–13 |
| Vladimír Ekhardt    | Eslovaquia      | 2013    |
| Juraj Jarábek       | Eslovaquia      | 2013–15 |
| Branislav Mráz      | Eslovaquia      | 2015    |
| Ivan Hucko          | Eslovaquia      | 2015–16 |
| Miroslav Karhan     | Eslovaquia      | 2016–17 |
| Nestor El Maestro   | Serbia          | 2017–18 |
| Radoslav Látal      | República Checa | 2018    |
| Michal Ščasný       | República Checa | 2019    |
| Ricardo Chéu        | Portugal        | 2019–20 |
| Marián Šarmír       | Eslovaquia      | 2020    |
| Norbert Hrnčár      | Eslovaquia      | 2020–21 |
| Michal Gašparík     | Eslovaquia      | 2021–   |

## Récords individuales
| #  | País       | Nombre            | Apariciones |
| -- | ---------- | ----------------- | ----------- |
| 1  | Eslovaquia | Ladislav Kuna     | 428         |
| 2  | Eslovaquia | Marek Ujlaky      | 366         |
| 3  | Eslovaquia | Jozef Adamec      | 328         |
| 4  | Eslovaquia | Dušan Kéketi      | 309         |
| 5  | Eslovaquia | Dušan Kabát       | 285         |
| 6  | Eslovaquia | Karol Dobiaš      | 279         |
| .  | Eslovaquia | Anton Hrušecký    | 279         |
| 8  | Eslovaquia | Jaroslav Hrabal   | 275         |
| 9  | Eslovaquia | Michal Gašparík   | 260         |
| 10 | Eslovaquia | Stanislav Jarábek | 258         |

| #  | País       | Nombre           | Goles |
| -- | ---------- | ---------------- | ----- |
| 1  | Eslovaquia | Jozef Adamec     | 139   |
| 2  | Eslovaquia | Marek Ujlaky     | 87    |
| 3  | Eslovaquia | Ladislav Kuna    | 85    |
| 4  | Eslovaquia | Valér Švec       | 65    |
| 5  | Eslovaquia | Anton Malatinský | 64    |
| 6  | Eslovaquia | Vladimír Kožuch  | 62    |
| 7  | Eslovaquia | Michal Gašparík  | 53    |
| 8  | Eslovaquia | František Bolček | 51    |
| 9  | Eslovaquia | Ján Šturdík      | 48    |
| 10 | Eslovaquia | Karol Tibenský   | 42    |
| .  | Eslovaquia | Viliam Jakubčík  | 42    |

## Gerencia
| Puesto                    | Nombre                  |
| ------------------------- | ----------------------- |
| Dueño                     | Vladimír Poór           |
| Presidente                | Dušan Keketi            |
| Gerente General           | Viktor Blažek           |
| Gerente                   | Pavel Hoftych           |
| Director deportivo        | Zoran Terzić            |
| Gerente de Prensa         | Marek Ondrejka          |
| Gerente Juvenil           | Marián Černý Jozef Dian |
| Jefe de Seguridad         | Vladimír Stúpala        |
| Administrador del Estadio | Miroslav Chlpek         |

## Estadio
Juega en el estadio Anton Malatinský, llamado así desde 1998 en honor a su histórico exentrenador. Anteriormente el recinto era conocido como Spartak. El campo de juego tiene unas dimensiones de 105x68 metros y puede albergar 18.448 espectadores. Fue inaugurado en 1923 aunque ha sufrido varias remodelaciones, la última, en 2006.

## Palmarés

### Torneos nacionales
Ligas Nacionales: 6
- Liga de Checoslovaquia (5): 1968, 1969, 1971, 1972, 1973
- Superliga de Eslovaquia (1): 2018

Copas nacionales: 13
- Copa de Checoslovaquia (4): 1967, 1971, 1975, 1986

- Copa de Eslovaquia (9): 1971, 1975, 1986, 1991, 1998, 2019, 2022, 2023, 2025

La Copa de Eslovaquia adquirió el carácter nacional tras la disolución de Checoslovaquia en 1993, previo a la independencia eslovaca el club se coronó en 4 oportunidades (1971, 1975, 1986, 1991).
Supercopas nacionales: 1
- Supercopa de Eslovaquia (1): 1998

### Torneos amistosos (1)
- Copa Mitropa (1): 1967

## Participación en competiciones de la UEFA
| Temporada | Torneo                   | Ronda            | Club                     | Resultado           |
| --------- | ------------------------ | ---------------- | ------------------------ | ------------------- |
| 1960      | Copa Mitropa             | Grupos           | AS Roma                  | 2:0, 0:1            |
| 1962      | Copa Mitropa             | Grupos           | FK Vojvodina             | 1:0, 0:0            |
| 1962      | Copa Mitropa             | Grupos           | Vasas SC                 | 0:5, 2:2            |
| 1962      | Copa Mitropa             | Grupos           | ACF Fiorentina           | 3:4, 1:6            |
| 1966–67   | Copa Mitropa             | 1                | Honvéd                   | 1:1, 4:0            |
| 1966–67   | Copa Mitropa             | Cuartos de final | SS Lazio                 | 1:1, 1:0            |
| 1966–67   | Copa Mitropa             | Semifinal        | ACF Fiorentina           | 2:0, 1:2            |
| 1966–67   | Copa Mitropa             | Final            | Újpesti Dózsa            | 2:3, 3:1            |
| 1967–68   | Copa Mitropa             | 1                | AS Roma                  | 2:1, 1:1            |
| 1967–68   | Copa Mitropa             | Cuartos de final | FK Željezničar Sarajevo  | 2:1, 2:2            |
| 1967–68   | Copa Mitropa             | Semifinal        | FK Vardar                | 4:1, 2:2            |
| 1967–68   | Copa Mitropa             | Final            | Red Star Belgrade        | 1:0, 1:4            |
| 1967–68   | UEFA Cup Winners' Cup    | 1                | FC Lausanne-Sport        | 2:3, 2:0            |
| 1967–68   | UEFA Cup Winners' Cup    | 2                | FC Torpedo Moscow        | 0:3, 1:3            |
| 1968–69   | European Cup             | 1                | Steaua Bucharest         | 1:3, 4:0            |
| 1968–69   | European Cup             | 2                | Reipas Lahti             | 9:1, 7:1            |
| 1968–69   | European Cup             | Cuartos de final | AEK                      | 2:1, 1:1            |
| 1968–69   | European Cup             | Semifinal        | Ajax                     | 0:3, 2:0            |
| 1969–70   | European Cup             | 1                | Hibernians F.C.          | 2:2, 4:0            |
| 1969–70   | European Cup             | 2                | Galatasaray S.K.         | 1:0, 0:1 (LM)       |
| 1970–71   | Inter-Cities Fairs Cup   | 1                | Olympique de Marsella    | 2:0, 0:2 (p)        |
| 1970–71   | Inter-Cities Fairs Cup   | 2                | Hertha BSC               | 0:1, 3:1            |
| 1970–71   | Inter-Cities Fairs Cup   | 3                | 1. FC Colonia            | 0:1, 0:3            |
| 1971–72   | European Cup             | 1                | Dinamo Bucharest         | 0:0, 2:2 (ag)       |
| 1972–73   | European Cup             | 2                | RSC Anderlecht           | 1:0, 1:0            |
| 1972–73   | European Cup             | Cuartos de final | Derby County F.C.        | 1:0, 0:2            |
| 1973–74   | European Cup             | 1                | Viking FK                | 2:1, 1:0            |
| 1973–74   | European Cup             | 2                | Zorya Voroshilovgrad     | 0:0, 1:0            |
| 1973–74   | European Cup             | Cuartos de final | Újpesti Dózsa            | 1:1, 1:1 (p)        |
| 1974      | UEFA Intertoto Cup       | Grupos           | Wisła Kraków             | 0:0, 2:2            |
| 1974      | UEFA Intertoto Cup       | Grupos           | AIK                      | 1:0, 2:1            |
| 1974      | UEFA Intertoto Cup       | Grupos           | VÖEST Linz               | 2:1, 0:1            |
| 1975      | UEFA Intertoto Cup       | Grupos           | KB                       | 5:1, 6:1            |
| 1975      | UEFA Intertoto Cup       | Grupos           | Os Belenenses            | 2:2, 1:2            |
| 1975      | UEFA Intertoto Cup       | Grupos           | FC Amsterdam             | 2:0, 1:1            |
| 1975–76   | UEFA Cup Winners' Cup    | 1                | Boavista F.C.            | 0:0, 0:3            |
| 1976      | UEFA Intertoto Cup       | Grupos           | Åtvidabergs              | 3:1, 3:1            |
| 1976      | UEFA Intertoto Cup       | Grupos           | Lillestrøm SK            | 5:1, 1:1            |
| 1976      | UEFA Intertoto Cup       | Grupos           | Austria Salzburg         | 2:0, 3:1            |
| 1979      | UEFA Intertoto Cup       | Grupos           | Esbjerg                  | 2:2, 1:0            |
| 1979      | UEFA Intertoto Cup       | Grupos           | Kalmar FF                | 1:0, 1:0            |
| 1979      | UEFA Intertoto Cup       | Grupos           | First Vienna FC          | 3:0, 1:1            |
| 1984      | UEFA Intertoto Cup       | Grupos           | FC Zürich                | 2:0, 1:2            |
| 1984      | UEFA Intertoto Cup       | Grupos           | Ferencváros              | 1:1, 1:3            |
| 1984      | UEFA Intertoto Cup       | Grupos           | Austria Klagenfurt       | 3:0, 1:1            |
| 1986–87   | UEFA Cup Winners' Cup    | 1                | VfB Stuttgart            | 0:1, 0:0            |
| 1996      | UEFA Intertoto Cup       | Grupos           | FK Čukarički Stankom     | 3:0                 |
| 1996      | UEFA Intertoto Cup       | Grupos           | FK Daugava Riga          | 6:0                 |
| 1996      | UEFA Intertoto Cup       | Grupos           | Karlsruher SC            | 1:1                 |
| 1996      | UEFA Intertoto Cup       | Grupos           | FC Universitatea Craiova | 1:2                 |
| 1997–98   | UEFA Cup                 | Clasificatoria 1 | Birkirkara F.C.          | 1:0, 3:1            |
| 1997–98   | UEFA Cup                 | Clasificatoria 2 | PAOK                     | 3:5, 0:1            |
| 1998–99   | UEFA Cup Winners' Cup    | Clasificatoria   | FK Vardar                | 1:0, 2:0            |
| 1998–99   | UEFA Cup Winners' Cup    | 1                | Beşiktaş J.K.            | 0:3, 2:1            |
| 1999–00   | UEFA Cup                 | Clasificatoria   | KS Vllaznia Shkodër      | 1:1, 2:0            |
| 1999–00   | UEFA Cup                 | 1                | Grazer AK                | 0:3, 2:1            |
| 2003      | UEFA Intertoto Cup       | 1                | FK Pobeda                | 1:5, 1:2            |
| 2004      | UEFA Intertoto Cup       | 1                | Debreceni VSC            | 3:0, 1:4 (ag)       |
| 2004      | UEFA Intertoto Cup       | 2                | FK Sloboda Tuzla         | 2:1, 1:0            |
| 2004      | UEFA Intertoto Cup       | 3                | NK Slaven Belupo         | 0:0, 2:2 (ag)       |
| 2006–07   | UEFA Cup                 | Clasificatoria 1 | FK Karvan                | 0:1, 0:1            |
| 2008–09   | UEFA Cup                 | Clasificatoria 1 | FC WIT Georgia           | 2:2, 0:1            |
| 2009–10   | UEFA Europa League       | Clasificatoria 1 | Inter Baku               | 2:1, 3:1            |
| 2009–10   | UEFA Europa League       | Clasificatoria 2 | FK Sarajevo              | 0:1, 1:1            |
| 2011–12   | UEFA Europa League       | Clasificatoria 1 | FK Zeta                  | 3:0, 1:2            |
| 2011–12   | UEFA Europa League       | Clasificatoria 2 | KF Tirana                | 0:0, 3:1            |
| 2011–12   | UEFA Europa League       | Clasificatoria 3 | PFC Levski Sofia         | 1:2, 2:1 (p)        |
| 2011–12   | UEFA Europa League       | Play-off         | Lokomotiv Moscú          | 0:2, 1:1            |
| 2012–13   | UEFA Europa League       | Clasificatoria 2 | Sligo Rovers             | 3:1, 1:1            |
| 2012–13   | UEFA Europa League       | Clasificatoria 3 | Steaua Bucharest         | 1:0, 0:3            |
| 2014–15   | UEFA Europa League       | Clasificatoria 1 | Hibernians               | 5:0, 4:2            |
| 2014–15   | UEFA Europa League       | Clasificatoria 2 | Zestafoni                | 3:0, 0:0            |
| 2014–15   | UEFA Europa League       | Clasificatoria 3 | St. Johnstone            | 1:1, 2:1            |
| 2014–15   | UEFA Europa League       | Play-off         | FC Zúrich                | 1:3, 1:1            |
| 2015-16   | UEFA Europa League       | Clasificatoria 1 | Olympik                  | 0:0, 1:1 (ag)       |
| 2015-16   | UEFA Europa League       | 2                | Linfied                  | 2:1, 3:1            |
| 2015-16   | UEFA Europa League       | 3                | PAOK                     | 1:1, 0:1            |
| 2016-17   | UEFA Europa League       | Clasificatoria 1 | Hibernians               | 3:0, 3:0            |
| 2016-17   | UEFA Europa League       | 2                | Shirak                   | 2:0, 1:1            |
| 2016-17   | UEFA Europa League       | 3                | Austria Viena            | 0:1, 1:0 (4:5 p)    |
| 2018-19   | UEFA Champions League    | Clasificatoria 1 | Zrinjski Mostar          | 1:0, 1:1            |
| 2018-19   | UEFA Champions League    | 2                | Legia Varsovia           | 0:1, 2:0            |
| 2018-19   | UEFA Champions League    | 3                | Estrella Roja            | 1:2, 1:1            |
| 2018-19   | UEFA Europa League       | Play-off         | Olimpija Ljubljana       | 1:1, 2:0            |
| 2018-19   | UEFA Europa League       | Grupos           | RSC Anderlecht           | 1:0, 0:0            |
| 2018-19   | UEFA Europa League       | Grupos           | Fenerbahçe               | 1:0, 0:2            |
| 2018-19   | UEFA Europa League       | Grupos           | Dinamo de Zagreb         | 1:2, 1:3            |
| 2019-20   | UEFA Europa League       | 1                | Radnik Bijeljina         | 2:0, 0:2 (3:2 p)    |
| 2019-20   | UEFA Europa League       | 2                | Lokomotiv Plovdiv        | 3:1, 0:2 (v.)       |
| 2021-22   | Europa Conference League | 1                | Mosta                    | 2:0, 2:3            |
| 2021-22   | Europa Conference League | 2                | Sepsi                    | 1:1, 0:0 (4:3 p)    |
| 2021-22   | Europa Conference League | 3                | Maccabi Tel Aviv         | 0:0, 0:1            |
| 2022-23   | Europa Conference League | 2                | Newtown                  | 4:1, 2:1            |
| 2022-23   | Europa Conference League | 2                | Raków Częstochowa        | 0:2, 0:1            |
| 2024-25   | UEFA Conference League   | 2                | Sarajevo                 | 3:0, 0:0            |
| 2024-25   | UEFA Conference League   | 2                | Wisla Cracovia           | 3:1, 1:3 (11:12 p.) |